# Paolo Berardi
Paolo Berardi, italijanski general, * 1885, † 1953.